# 1號國道 (南非)
1號國道（N1）是南非一條幹線公路，從開普敦開始，經過布隆方丹、約翰內斯堡、比勒陀利亞和波羅克瓦尼，一直延伸到與津巴布韋接壤的拜特布里奇，自東北向西南方面斜貫全國。全長1,929公里。
經過全國四個主要城市：首都比勒陀利亞、最大城市約翰尼斯堡、司法首都布隆方丹，以及國會所在地開普敦。